# Carl Carls
Carl Carls est un joueur d'échecs allemand né le 16 septembre 1880 à Varel et mort le 11 septembre 1958 à Brême. Vainqueur du  deuxième championnat d'Allemagne d'échecs en 1934, il reçut le titre de maître international en 1951.
Lors du championnat du monde amateur organisé par la FIDE à La Haye en 1928, il finit à la septième place. Il fut également deuxième du congrès allemand d'échecs en 1922, deuxième du tournoi de sélection du congrès allemand en 1910 et troisième du premier championnat d'Allemagne en 1933.
Pendant la Seconde Guerre mondiale, Carl Carls participa au tournoi de Cracovie-Varsovie 1941 remporté par le champion du monde Alexandre Alekhine. En 1942, il remporta le tournoi de Rostock devant Klaus Junge.

## Compétitions par équipe
Carl Carls participa à la première olympiade d'échecs officielle en 1927 à Londres, marquant 9,5 points sur 15 (l'Allemagne finit sixième de la compétition) et à la troisième olympiade disputée à Hambourg en 1930 où l'Allemagne remporta la médaille de bronze par équipe. En 1936, il fut sélectionné au quatrième échiquier de l'équipe d'Allemagne lors de l'olympiade d'échecs non officielle organisée par l'Allemagne nazie à Munich. Carls marqua 10 points en 17 parties et l'Allemagne finit troisième de la compétition.